# ميغيل مورا
ميغيل مورا (بالإسبانية: Miguel Maura)‏ هو سياسي إسباني، ولد في 13 ديسمبر 1887 في مدريد في إسبانيا، وتوفي في 1971 في سرقسطة في إسبانيا. حزبياً، نشط في حزب المحافظين. وقد انتخب ministro de Gobernación ‏ وفي ، انتخب councilor of the Madrid City Council ‏ عن دائرة Buenavista ‏ (1916 – ) وانتخب عضو مجلس النواب الإسباني ‏.